# نينجا تارو
نينجا تارو (بالإنجليزية: Ninja Taro)‏، هي لعبة فيديو يابانية، من تطوير إن إم كاي، ونشرها شركتي يو بي إل وسامي، صدرت اللعبة في الأسواق سنة 1991، وتعمل على منصة غيم بوي الحصرية.